# تحریم تسلیحاتی
تحریم تسلیحاتی یک محدودیت یا مجموعه ای از تحریم‌ها است که فقط در مورد تسلیحات نظامی اعمال می‌شود، و ممکن است در مورد استفاده از «فناوری‌های دوگانه» اعمال شود. تحریم تسلیحاتی به چند هدف اعمال می‌شود:
- ارسال پیام عدم تأیید رفتار یک کشور یا گروه خاص
- برای حفظ بی‌طرفی در یک درگیری مداوم
- به عنوان سازوکار صلح که بخشی از روند صلح برای پایان دادن به درگیری مسلحانه است[۱]
- محدود کردن توانایی یک کشور یا گروه برای تحمیل خشونت به دیگران
- جهت تضعیف توانایی‌های نظامی کشورها قبل از مداخله نظامی خارجی

## موارد تاریخی

### آرژانتین
رئیس‌جمهور ایالات متحده، جیمی کارتر در واکنش به نقض حقوق بشر توسط آرژانتین در سال ۱۹۷۷ تحریم تسلیحاتی علیه دولت نظامی آرژانتین اعمال کرد.
یک هفته پس از حمله آرژانتین به جزایر فالکند [دو جزیره متعلق به بریتانیا در اقیانوس اطلس جنوبی] در سال ۱۹۸۲، اعضای اتحادیه اروپا و اتحادیه اقتصادی اروپا، تحریم تسلیحاتی و اقتصادی علیه آرژانتین اعمال کردند. کشورهای اروپایی پس از پایان جنگ فالکند به تحریم‌های اعمال شده به آرژانتین پایان دادند. آرژانتین برای دریافت تسلیحات نظامی در دوران تحریم‌های ایالات متحده به سراغ کشورهای اروپای غربی و اسرائیل رفت. در سال ۱۹۸۹ تحریم‌های تسلیحاتی آمریکا علیه آرژانتین نیز برداشته شدند.

### اندونزی
دولت ایالات متحده به دلیل نقض حقوق بشر در تیمور شرقی، در سال ۱۹۹۹ تحریم تسلیحاتی علیه اندونزی اعمال کرد. تحریم در سال ۲۰۰۵ برداشته شد.

### ایران
ایالات متحده پس از انقلاب ۱۹۷۹ ایران، تحریم‌های اقتصادی علیه ایران وضع کرد. با این وجود، برای تضمین آزادی گروگان‌های آمریکایی، چندین مقام ارشد دولت ریگان، در رسوایی که به نام ایران- کنترا معروف شد فروش مخفیانه اسلحه به ایران را در دهه ۱۹۸۰، تسهیل کردند. در سال ۱۹۹۵، ایالات متحده تحریم‌ها را گسترش داد، طبق این تحریم‌ها شرکت‌هایی که با دولت ایران همکاری کنند مشمول مجازات از سوی ایالات متحده خواهند شد. در مارس ۲۰۰۷، شورای امنیت سازمان ملل متحد در طی قطعنامه ۱۷۴۷ تحریم‌هایی را در رابطه با برنامه هسته ای ایران، به این کشور اعمال کرد. تحریم‌های سازمان ملل در ۱۶ ژانویه ۲۰۱۶ برداشته شد. در تاریخ 18 اکتبر 2020 مایک پمپیو اعلام کرد که هرگونه فروش سلاح به ایران منجر به تحریم کمپانی های فروشنده خواهد شد.

### جمهوری خلق چین
ایالات متحده و اتحادیه اروپا به دلیل سرکوب شدید اعتراضات میدان تیان آنمن توسط دولت چین، صادرات اسلحه به چین را پس از سال ۱۹۸۹ متوقف کردند. در طی سال‌های ۲۰۰۴–۲۰۰۵، اتحادیه اروپا به بحث و گفتگو در رابطه با پایان تحریم تسلیحاتی چین پرداخت.

### آفریقای جنوبی
علاوه بر تحریم تسلیحاتی اعمال شده بر آفریقای جنوبی، در سال ۱۹۷۷ تحریم استفاده از فناوری‌های دوگانه نیز بر این کشور اعمال شد. تحریم‌ها در سال ۱۹۹۴ و با تصویب قطعنامه ۹۱۹ برداشته شد.

### ایالات متحده آمریکا
در اعتراض به جنگ ویتنام، سوئد در سال ۱۹۶۶ تحریم تسلیحاتی علیه ایالات متحده اعمال کرد. این تحریم‌ها فروش سلاح به ویژه مسلسل دستی کارل گوستاو ۴۵ میلی‌متری را به یگان ویژه نیروی دریایی ایالات متحده آمریکا ممنوع کرد. در نتیجه اسلحه‌ام ۷۶ توسط شرکت اسمیت و وسون ساخته شد.

### اسرائیل
در 20 مه 2025 پارلمان اسپانیا در واکنش به عملیات نظامی ارتش اسرائیل در غزه تحریم تسلیحاتی اسرائیل را تصویب کرد.

## فهرست کشورهای تحت تحریم تسلیحاتی
کشورهایی که در این فهرست قرار دارند تحت تحریم تسلیحاتی سازمان ملل یا سازمان بین‌المللی دیگر (اتحادیه اروپا، سازمان امنیت و همکاری اروپا و…) یا سایر کشور قرار دارند. در بعضی موارد تحریم تسلیحاتی با تحریم تجارت، سایر تحریم (مالی) یا ممنوعیت سفر برای افراد خاص تکمیل می‌شود. در موارد دیگر، تحریم تسلیحاتی در مورد نهادها یا تأسیسات و شرکت‌های موجود در داخل یک کشور اعمال می‌شود، اما در برخی موارد تحریم‌های جزئی اعمال می‌شود. نیروهای دولتی به رسمیت شناخته شده و نیروهای حافظ صلح بین‌المللی از این تحریم معاف مستثنی هستند.

### تحریم تسلیحاتی توسط سازمان ملل متحد
- جمهوری آفریقای مرکزی (توسط سازمان ملل)،[۱۰] ۲۰۱۳–
- جمهوری دموکراتیک کنگو (توسط سازمان ملل)[۱۱] ۲۰۰۳/۱۹۹۳ - (سازمان ملل / اتحادیه اروپا)
- ساحل عاج (توسط سازمان ملل، اتحادیه اروپا)،[۱۲] ۲۰۰۴-
- عراق (توسط سازمان ملل متحد، اتحادیه اروپا)،[۱۳] ۱۹۹۰ -
- لیبی (توسط سازمان ملل)[۱][۱۴] ۲۰۱۱-
- کره شمالی (توسط سازمان ملل، اتحادیه اروپا)،[۱۵] اسلحه و کالاهای لوکس، ۲۰۰۶-
- لبنان (توسط سازمان ملل، اتحادیه اروپا)،[۱۶] ۲۰۰۶ -
- سومالی (توسط سازمان ملل، اتحادیه اروپا)،[۱۷] ۱۹۹۲/۲۰۰۲ - (سازمان ملل / اتحادیه اروپا)
- سودان جنوبی (توسط سازمان ملل) ۲۰۱۸-
- سودان (توسط سازمان ملل، اتحادیه اروپا)،[۱۸] ۲۰۰۴ /۱۹۹۴- (سازمان ملل / اتحادیه اروپا)

### فهرست کشورهایی که قبلاً تحت تحریم تسلیحاتی قرار داشته‌اند
- اریتره (توسط سازمان ملل، اتحادیه اروپا)،[۱۹] ۲۰۱۰–۲۰۱۸
- رواندا (توسط سازمان ملل در قطعنامه ۹۱۸ شورای امنیت و اتحادیه اروپا)[۲۰] (سازمان ملل: ۱۹۹۴–۲۰۰۸)
- سیرالئون (توسط سازمان ملل و اتحادیه اروپا)،[۲۱] ۱۹۹۷–۲۰۱۰
- یوگسلاوی (توسط سازمان ملل در قطعنامه ۷۱۳ شورای امنیت و اتحادیه اروپا)[۲۲] (سازمان ملل /اتحادیه اروپا: سپتامبر ۱۹۹۱)[۲۳][۲۴]
- سوریه (توسط اتحادیه اروپا)،[۲۵] ۲۰۱۱–۲۰۱۳[۲۶]
- ترکیه (توسط ایالات متحده آمریکا)، ۱۹۷۵–۱۹۷۸[۲۷]
- ازبکستان (توسط اتحادیه اروپا)،[۲۸] ۲۰۰۵–۲۰۰۹[۲۹]
- ویتنام (توسط ایالات متحده آمریکا) ۱۹۸۴–۱۹۹۵
- ایران (توسط سازمان ملل)،[۳۰] ۲۰۰۶–۲۰۲۰

### تحریم تسلیحاتی توسط دیگر سازمان‌ها و کشورها
- ارمنستان (توسط سازمان امنیت و همکاری اروپا)،[۳۱] ۱۹۹۲-
- آذربایجان (توسط سازمان امنیت و همکاری اروپا)،[۳۱] ۱۹۹۲-
- کوبا (توسط ایالات متحده)،[۳۲] ۱۹۵۸-
- میانمار (توسط اتحادیه اروپا)،[۳۳] ۱۹۹۰ -
- جمهوری خلق چین (توسط اتحادیه اروپا / ایالات متحده)،[۳۴][۳۵] ۱۹۸۹ -
- گینه (توسط اتحادیه اروپا)،[۳۶] ۲۰۰۹–
- زیمبابوه (توسط اتحادیه اروپا)،[۳۷] ۲۰۰۲-
- ایران (توسط اتحادیه اروپا / ایالات متحده)،[۳۰] ۲۰۰۶ -
- روسیه ( توسط اتحادیه اروپا /ایالات متحده)،۲۰۲۱_
- اسرائیل (توسط اسپانیا)،[۳۸] 2025